# Ilha de Baffin
A ilha de Baffin (na língua inuktitut: Qikiqtaaluk, em francês: Île de Baffin) é a maior ilha do Canadá e a 5.ª maior do mundo, com uma área superior a 507 400 km². Faz parte do Arquipélago Ártico Canadiano e é nela que se encontra a capital do território de Nunavut, Iqaluit.
É limitada a norte pela Baía de Baffin, a leste pelo Estreito de Davis e a sul pelo Estreito de Hudson, que a separa da província de Quebeque.
A ilha tem o nome do explorador britânico William Baffin.
A maior parte da ilha de Baffin situa-se a norte do Círculo Polar Ártico e todas as localidades a norte de Pangnirtung estão na zona de noite polar e sol da meia-noite.

## História
A ilha de Baffin está habitada, provavelmente desde há alguns milénios, pelos povos indígenas anteriores aos inuítes. Provas da primeira ocupação remontam a cerca de 2 400 a.C. e encontraram-se em Cape Dorset, que dá nome à cultura Dorset, do sudoeste da ilha.
A ilha de Baffin foi descoberta, desde o ponto de vista ocidental, pelo navegador inglês Martin Frobisher, embora já se tivessem notícias da sua existência através das expedições dos viquingues, que a conheciam como Helulândia, como consta na saga de Leif Erikson de 986. Em 1576, Frobisher, durante a sua procura pela Passagem do Noroeste, tornou-se no primeiro europeu a visitar a zona. Em 17 de julho de 1577, na sua segunda expedição — composta por três navios (Ayde, Gabriel e Michael). chegou ao que designou como Terra Hall, na baía de Frobisher. Uns dias depois tomou solenemente posse dessas terras e da parte sul da baía em nome da rainha de Inglaterra.
Em outra expedição em busca da Passagem do Noroeste, e, 1615-16, o capitão Robert Bylot e o seu piloto William Baffin, a bordo do Discovery, depois de percorrer a parte setentrional da baía de Baffin, exploraram no regresso a costa oriental da ilha. No século XIX, o explorador do ártico Sir William Edward Parry dar-lhe-ia o nome com o qual se conhece hoje, em homenagem ao piloto e navegador ártico.

## Localidades
- Iqaluit (capital de Nunavut)
- Pangnirtung
- Arctic Bay
- Pond Inlet
- Clyde River
- Nanisivik
- Kimmirut
- Cape Dorset
- Qikiqtarjuaq